# Otamaniwka
Otamaniwka (ukr. Отаманівка) – miasto na Ukrainie w obwodzie ługańskim.

## Historia
Wieś została założona w 1955 roku.
Miasto od 1961.
W 1973 liczyło 24,4 tys. mieszkańców.
W 1989 liczyło 31 766 mieszkańców.
W 2013 liczyło 23 332 mieszkańców.
Od 2014 roku jest pod kontrolą Ługańskiej Republiki Ludowej.
w 2024 roku Rada Najwyższa Ukrainy zmieniła poprzednią nazwę miasta Mołodohwardijśk na Otamaniwka.